# 寺西正勝
寺西 正勝（てらにし まさかつ）は、戦国時代から安土桃山時代かけての武将、大名。もと丹羽家家臣で、豊臣政権で官僚となり、後に豊臣秀吉の御伽衆。千利休の門人の1人で茶人でもあった。
初名は是成（これなり）で、長男とは同名。後に正勝と改名した。通称は筑後守で、寺西筑後守ともいう。

## 略歴
『丹羽歴代年譜附録』によれば美濃国の出身。尾張国海東郡の土豪の寺西駿河守とその子の寺西直次（備中守）とは同族と考えられるが続柄は不明。
天正10年（1582年）、織田信長の部将として近江二郡を治めていた丹羽長秀の家臣となり、翌年の賤ヶ岳の戦いにおける柳瀬合戦で活躍。その功で長秀が越前に封じられたときに知行1万石を授かる。
天正13年（1585年）4月に長秀が亡くなると、その子の長重に仕えていたが、丹羽家の家内騒動によって同僚の長束正家ら家臣団と共に出奔し、同年閏8月頃、豊臣秀吉の家臣となり、加増あって1万3,000石を知行。
天正14年（1586年）、京都方広寺大仏殿（京の大仏）の普請奉行、同17年（1589年）、小野木重次と美濃郡上郡の検地奉行
。同18年（1590年）、小田原の役に従軍し、前備衆で400騎を率いた。7月に栗橋城に駐屯。
文禄元年（1592年）の文禄の役では肥前名護屋城の築城に関して、本丸裏の小門を作る作事奉行の1人として入り、秀吉本陣の御後備衆の400人を率いて、子の是成と共に駐屯した。
文禄2年（1593年）閏9月13日に200石加増される。すでに1万石は是成に譲っており、併せて2,000石。同3年（1594年）、伏見城普請の石垣作事を是成と共に命じられている。同4年（1595年）、豊臣秀次切腹事件に連座の嫌疑がかかった伊達政宗に対して前田玄以・施薬院全宗・岩井丹波守と共に詰問使となる。8月3日、美濃多芸郡牧野村に1,000石を加増。
慶長元年（1596年）7月27日、上山城里村などで2,000石を加増され、併せて5,000石。また、同年、伏見向島の太閤秀吉の茶亭の留守居に任じられた。同年10月17日、摂津太田郡鳥養村に4,600石を加増されて、併せて9,600石。
晩年は秀吉の御伽衆となり、慶長3年（1598年）の秀吉の死で遺物金10枚を受領。
慶長5年（1600年）3月か4月、関ヶ原の戦いの前に亡くなった。最終的には知行は1万7,000石だった。同年4月、遺領の内5,400石は次男の新五郎が分知されて継承した。